# Onthophagus trinominatus
Onthophagus trinominatus es una especie de insecto del género Onthophagus, familia Scarabaeidae, orden Coleoptera.
Fue descrita científicamente por Goidanich en 1926.